# Hotel Jingxi
Hotel Jingxi (chiń. 京西賓館; pinyin Jīngxī Bīnguǎn) – luksusowy partyjno-wojskowy kompleks hotelowy w Pekinie, położony w dzielnicy Haidian, przy ulicy Yangfangdian 1, naprzeciwko centrum Centralnej Telewizji Chińskiej (przy ulicy Fuxing), Muzeum Wojska i Ministerstwa Obrony, około 8 km od placu Niebiańskiego Spokoju. Jest silnie strzeżony i niedostępny dla gości indywidualnych. 
Budowę hotelu Jingxi podjęto na zlecenie Komitetu Centralnego Komunistycznej Partii Chin w 1959 z okazji 10. rocznicy utworzenia ChRL, zaś w 1964 nastąpiło jego otwarcie. Wybudowany obiekt, wraz z dużym zapleczem konferencyjnym, był przeznaczony głównie dla kadry partyjno-dowódczej tego kraju i obsługi ważnych wydarzeń politycznych, między innymi posiedzeń różnych gremiów parlamentu, Komitetu Centralnego, rządu i wojska. Zarządzany jest przez zmieniające się struktury organów resortu obrony, obecnie przez Centralną Komisję Wojskową. Hotel wielokrotnie zapisał się na kartach chińskiej historii, także w okresie rewolucji kulturalnej. 